# Maria Rahajeng
Maria Asteria Sastrayu Rahajeng (née le 3 août 1991) est une mannequin indonésienne qui a remporté le titre de Miss Indonésie 2014